# Tora no o wo fumu otokotachi
Tora no o wo fumu otokotachi (虎の尾を踏む男達, Els homes que trepitgen la cua del tigre) és una pel·lícula japonesa, escrita i dirigida per Akira Kurosawa el 1945. Està basada en l'obra kabuki Kanjinchō, que al seu torn està basada en l'obra Noh Ataka.
Els actors principals són Hanshiro Iwai, Susumu Fujita, Kenichi Enomoto i Denjiro Okochi. Està filmada en blanc i negre i té una durada de 58 o 60 minuts (segons la versió).
Inicialment la pel·lícula va estar prohibida per les forces d'ocupació aliades a causa de l'ostentació que fa dels valors feudals. Després de la firma del Tractat de San Francisco el 1952 es va autoritzar la seva exhibició.

## Argument
Minamoto no Yoshitsune, seguit per sis dels seus homes, inclòs el fidel Benkei, és perseguit pels homes del seu germà Shogun Minamoto no Yoritomo. Tots disfressats de monjos Yamabushi, han de creuar una frontera. Inevitablement, hauran d'enganyar als guàrdies fronterers si no volen ser capturats. Un porter els explica que els guàrdies són informats del seu número i el seu aspecte. El senyor es disfressa de porter i els seus homes es queden vestits de monjos. Davant la sospita dels oficials fronterers, la sang freda de Benkei els permet passar.